# NGC 913
NGC 913 é uma galáxia lenticular (S0) localizada na direcção da constelação de Andromeda. Possui uma declinação de +41° 47' 57" e uma ascensão recta de 2 horas, 25 minutos e 44,8 segundos.
A galáxia NGC 913 foi descoberta em 30 de Novembro de 1878 por Édouard Jean-Marie Stephan.